# اینچ به اینچ (فیلم)
«اینچ به اینچ» (انگلیسی: Inch by Inch) فیلمی آمریکایی در سبک پورنوگرافی به کارگردانی مت استرلینگ است که در سال ۱۹۸۵ منتشر شد.